# Susa, Piemont
Susa (latinsko: Segusio) je mesto in občina v Piemontu v Italiji. Leži sredi doline Susa, ob sotočju rek Cenischia in Dora Riparia, ki je pritok reke Pad, in ob vznožju Kotijskih Alp, 51 km zahodno od Torina.

## Zgodovina
Kraj Susa so ustanovili Galci. V poznem 1. st. pt. N. št. je prostovoljno postal del rimskega imperija. Ostanke rimskega mesta so našli ob izkopavanjih na osrednjem trgu, Piazza Savoia. Susa je bila glavno mesto rimske province Kotijske Alpe. Po mnenju srednjeveškega zgodovinarja Rodulfusa Glaberja je Susa "najstarejše alpsko mesto".
V srednjem in novem veku je mesto Susa ostalo pomembno kot križišče cest, ki povezujejo južno Francijo v Italijo. Del grofije ali marke Torino (včasih "marka Susa"). V mestu se je rodil Henry Segusio, imenovan tudi Hostiensis (c 1200 -. 1271), italijanski kanonik iz trinajstega stoletja. V času Napoleonove dobe je bila zgrajena nova cesta, Via Napoleonica. Vloga mesta kot prometnega vozlišča je bila nedavno potrjena s po vsej državi sporno gradnjo predlagane železniške proge za vlake velikih hitrosti (TAV)  Torino-Lyon. 

## Geografija
Susa se nahaja v končnem delu Spodnje doline Susa ob sotočju potokov Cenischia in Dora Riparia, kjer je se Val di Susa razcepi: na sever v globoko dolino Cenischia, proti zahodu je skok v Alta Val di Susa. Nahaja se približno 53 km zahodno od glavnega mesta Torino. Strateška lega ob cesti v tem alpskem področju izkorišča tudi pot Via Francigeno in je na stičišču prog, ki peljejo preko prelazov Mont Cenis (via Val Cenischia) in Col de Clapier (preko Val Clarea) v smeri severne Francije, Montgenevre skozi Zgornjo dolino Susa proti jugu Francije in Španije in Colle delle Finestre v sosednjo Val Chisone.
Na hribu zahodno od gradu grofice Adelaide dominira staro mesto, severno je skalnata pečina, na kateri je stala trdnjava Brunette; severno nad mestom panoramo obvladuje Monte Rocciamelone, visoka 3538 m, ki spada v območje sosednje občine Mompantero. Za mestom je  le Gorge, globoka soteska, kjer teče Dora Riparia na odseku med Exillesom in Suso.

## Znamenitosti
- Stolnica v Susi (italijansko: Cattedrale di San Giusto) (1029).
- Avgustov slavoloku, ki so ga romanizirani Sugusiani postavili v 8. st. pred našim štetjem.
- Rimski amfiteater.
- Grad markize Adelaide, verjetno postavljen na istem mestu kot rimska Praetorium (sodno hiš).
- Arheološko območje Piazza Savoia

## Pobratena mesta
- Barnstaple, Združeno kraljestvo
- Briançon, Francija
- Paola, Kalabrija, Italija